# 建築関係の高度職業訓練を実施する施設一覧
建築関係の高度職業訓練を実施する施設一覧（けんちくかんけいのこうどしょくぎょうくんれんをじっしするしせついちらん）は、建築関係の訓練科をもつ職業能力開発短期大学校および職業能力開発大学校の一覧。

## 施設の一覧
- 北海道職業能力開発大学校 - 応用課程居住・建築システム技術系建築施工システム技術科, 専門課程居住システム系建築科
- 岩手県立産業技術短期大学校 - 専門課程居住システム系建築科
- 東北職業能力開発大学校 - 応用課程居住・建築システム技術系建築施工システム技術科, 専門課程居住システム系住居環境科
- 東北職業能力開発大学校附属秋田職業能力開発短期大学校 - 専門課程居住システム系住居環境科
- 山形工科短期大学校- 専門課程居住システム系住居環境科
- 関東職業能力開発大学校 - 応用課程居住・建築システム技術系 建築施工システム技術科, 専門課程居住システム系建築科
- 関東職業能力開発大学校附属千葉職業能力開発短期大学校 - 専門課程居住システム系住居環境科
- 職業能力開発総合大学校 - 応用課程居住・建築システム技術系建築施工システム技術科
- 東京建築カレッジ - 専門課程居住システム系建築科
- 北陸職業能力開発大学校附属新潟職業能力開発短期大学校 - 専門課程居住システム系住居環境科
- 近畿職業能力開発大学校 - 応用課程居住・建築システム技術系建築施工システム技術科
- 近畿職業能力開発大学校附属京都職業能力開発短期大学校 - 専門課程居住システム系住居環境科
- 近畿職業能力開発大学校附属滋賀職業能力開発短期大学校 - 専門課程居住システム系住居環境科
- 四国職業能力開発大学校 - 専門課程居住システム系住居環境科
- 中国職業能力開発大学校附属島根職業能力開発短期大学校 - 専門課程居住システム系住居環境科
- 九州職業能力開発大学校 - 応用課程居住・建築システム技術系建築施工システム技術科, 専門課程居住システム系建築科
- 大分県立工科短期大学校 - 専門課程居住システム系住居環境科
- 熊本職業訓練短期大学校 - 専門課程居住システム系建築科, 専門課程建築科
- 沖縄職業能力開発大学校 - 専門課程居住システム系住居環境科
- 岩手県立産業技術短期大学校 - 建築科
- 岩手県立産業技術短期大学校水沢校 - 建築設備科